# SS-Truppenübungsplatz Heidelager
La SS-Truppenübungsplatz Heidelager ou dénommé aussi camp de concentration de Pustków, était l'un des complexes militaires de la SS et un camp de concentration nazi en Pologne occupée pendant la Seconde Guerre mondiale. L'installation nazie a été construite pour former des unités militaires collaborationnistes, y compris la 14e division ukrainienne de la Waffen SS et des unités estoniennes. Cette formation comprenait des opérations de mise à mort à l'intérieur des camps de concentration — notamment dans les camps voisins de Szebnie et Pustków — et des ghettos juifs à proximité du « Heidelager »,. La zone militaire était située dans le triangle des rivières Wisła et San, dominé par de vastes zones forestières. Le centre du Heidelager était à Blizna, l'emplacement du site secret de lancement de missiles V-2, qui fut construit et occupé par des prisonniers du camp de Pustków.

## Histoire
Les nazis avaient initialement prévu d'ériger un grand camp d'entraînement SS près de Pustków comprenant des casernes, entrepôts et bâtiments pour les services de renseignement. L'installation a été construite sur ordre du Reichsführer-SS Heinrich Himmler en vertu de la disposition OKW n ° 3 032 du 21 décembre 1939, qui a permis la construction d'un centre d'entraînement militaire SS dans la zone à l'est de Dębica dans le Generalgouvernement Polen. Le site d'entraînement devait être construit comme un camp de caserne avec quatre rocades (appelé : Lager Flandern). Il devait être achevé le 1er octobre 1940 afin d’accueillir deux régiments d'infanterie renforcés. Afin de mener le projet à bien, une dizaine de villages près de Pustków ont été évacués puis rasés.
Afin de fournir suffisamment de main-d'œuvre pour construire ce projet, les nazis mettent initialement en place un camp de travailleurs. Le camp ouvre ses portes le 26 juin 1940 avec l'arrivée des premiers travailleurs forcés, pour la plupart Juifs et des prisonniers belges. La plupart des prisonniers juifs ont été transférés des ghettos de Cracovie, Rzeszow et Tarnow et amenés au camp. Le camp juif comprenait deux casernes accueillant environ 465 prisonniers. Les conditions étaient si terribles que la plupart des prisonniers n'ont pas survécu les premiers mois. Au cours de ses quatre ans d'histoire, le nom du centre d'entraînement militaire changea plusieurs fois. Pendant les phases de planification, il fut dénommé « Ostpolen » (entre le 21 décembre 1939 et le 26 juin 1940). Lors de la pose de la première pierre le 26 juin 1940, il fut rebaptisé « Dębica ». À partir du 15 mars 1943, le site est désigné « Heidelager ». Il fut commandé à compter de l'automne 1941 par l'Oberführer-SS Werner von Schele.
L'endroit a été transformé en camp de prisonniers de guerre pour les soldats de l'Armée rouge capturés dans la zone soviétique de la Pologne occupée après la mise en œuvre de l'opération Barbarossa. Les premiers d'entre eux arrivèrent en octobre 1941,. Au début, le camp de prisonniers de guerre n'était plus qu'un espace clos. Les prisonniers recevaient peu ou pas de nourriture et étaient réduits à manger de l'herbe et des racines. Il n'y avait pas de caserne, les prisonniers devaient donc dormir dehors. Ce manque d'abri tua de nombreux prisonniers au cours de l'hiver rigoureux de 1941-1942. Beaucoup furent torturés, maltraités, ou exécutés en masse au pied de ce qui devint tristement célèbre, la Góra Śmierci (« Colline de la mort »), son vrai nom étant Królowa Góra. En ces lieux, les détenus morts furent incinérés dans des bûchers funéraires spécialement construits.
Un troisième camp de travailleurs forcés polonais a été créé en septembre 1942. Les conditions y étaient pas moins bonnes que celles des deux premiers camps. Les travailleurs forcés ont participé au développement et à la production des missiles V-1 et V-2 sur le site de lancement de missiles à Blizna. À partir de 1943, le camp était gardé par des unités du 204e Schutzmannschafts Battalion, un bataillon composé d'Ukrainiens de la région de Lviv. Les Juifs du camp de Pustków furent également exploités par l'entreprise AEG pour des installations électriques dans les zones d'entraînement de la Waffen-SS à Dębica à partir de 1941. Ils furent parqués dans des ghettos à la demande du chef de la Gestapo de la ville, Julius Gabler.
Le nombre total de victimes dans le camp de Pustków est inconnu. En 1944, l'armée soviétique progressant, le camp est dissous. Tous les prisonniers survivants ont été envoyés dans des camps voisins, tels que le camp de Cracovie-Płaszów,. On estime qu'au moins 15 000 personnes sont mortes ou ont été tuées, dont environ 5 000 prisonniers de guerre russes, 7 500 juifs et 2 500 Polonais. Le dernier commandant de la base d'entraînement était un membre de la Totenkopfverbände, l'Oberführer-SS Bernhardt Voss, jusqu'à l'été 1944.

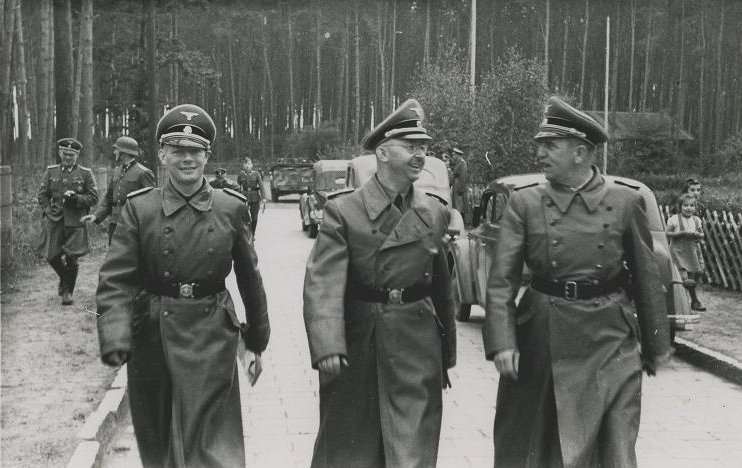
Heinrich Himmler visitant le camp de concentration SS-Truppenübungsplatz Heidelager avec son entourage nazi le 28 septembre 1943.

L'installation ressemblait à une petite ville avec sa propre ligne de chemin de fer à voie étroite, quelque 3 600 hommes de différentes nationalités, comprenant cinémas, salles à manger, des dizaines de villas, un bulletin d'information, un grand bordel de camp composé de femmes détenues du camp de travaux forcés à proximité, et parties de chasse régulières pour les officiers supérieurs. C'est là que la division Galizien vit le jour. La chaîne fut visitée par le Reichsführer-SS Heinrich Himmler le 28 septembre 1943, et abandonnée à l'été 1944 avant l'avance soviétique.
Après l'abandon du camp, la zone était toujours défendue par un groupe de combat des Waffen-SS. Le camp a été en grande partie détruit par un incendie lors de l'évacuation du centre d'entraînement militaire.
En raison des crimes commis sur le terrain d'entraînement militaire, des accusations criminelles ont été déposées par des Polonais auprès de la commission des crimes de guerre nazis. À partir de 1959, de vastes enquêtes ont été menées en Allemagne pour découvrir les crimes.

## Postérité

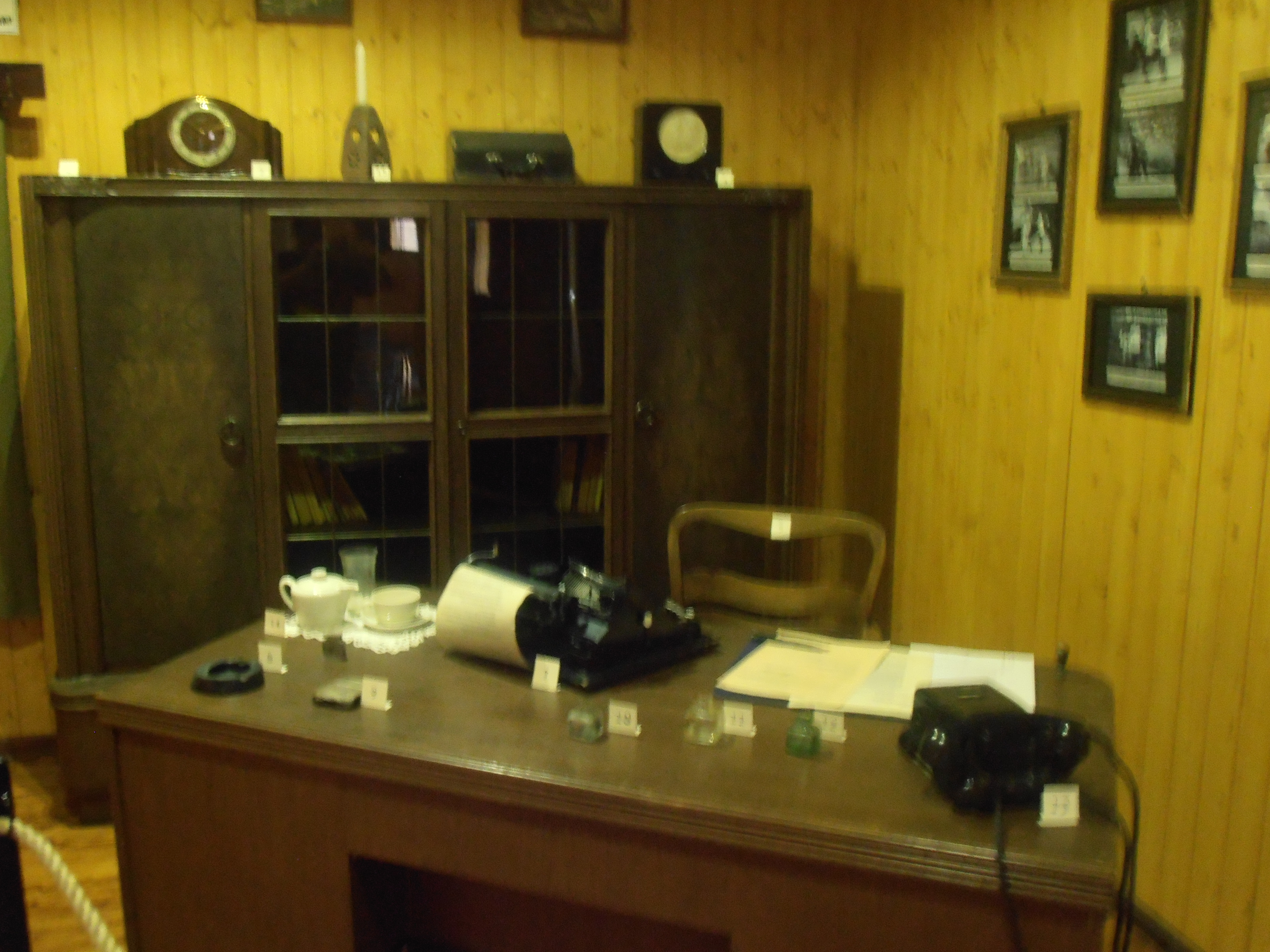
Reconstitution du bureau privé du commandant du camp Bernhardt Voss.

Aujourd'hui, le site abrite une reconstruction de huttes. À l'intérieur des celles-ci se trouve un musée, comprenant des objets originaux du site, y compris une reconstitution du bureau privé du commandant du camp Bernhardt Voss. Des monuments aux morts et le crématorium d'origine subsiste sur la « colline de la mort » voisine.

### Galerie de photo

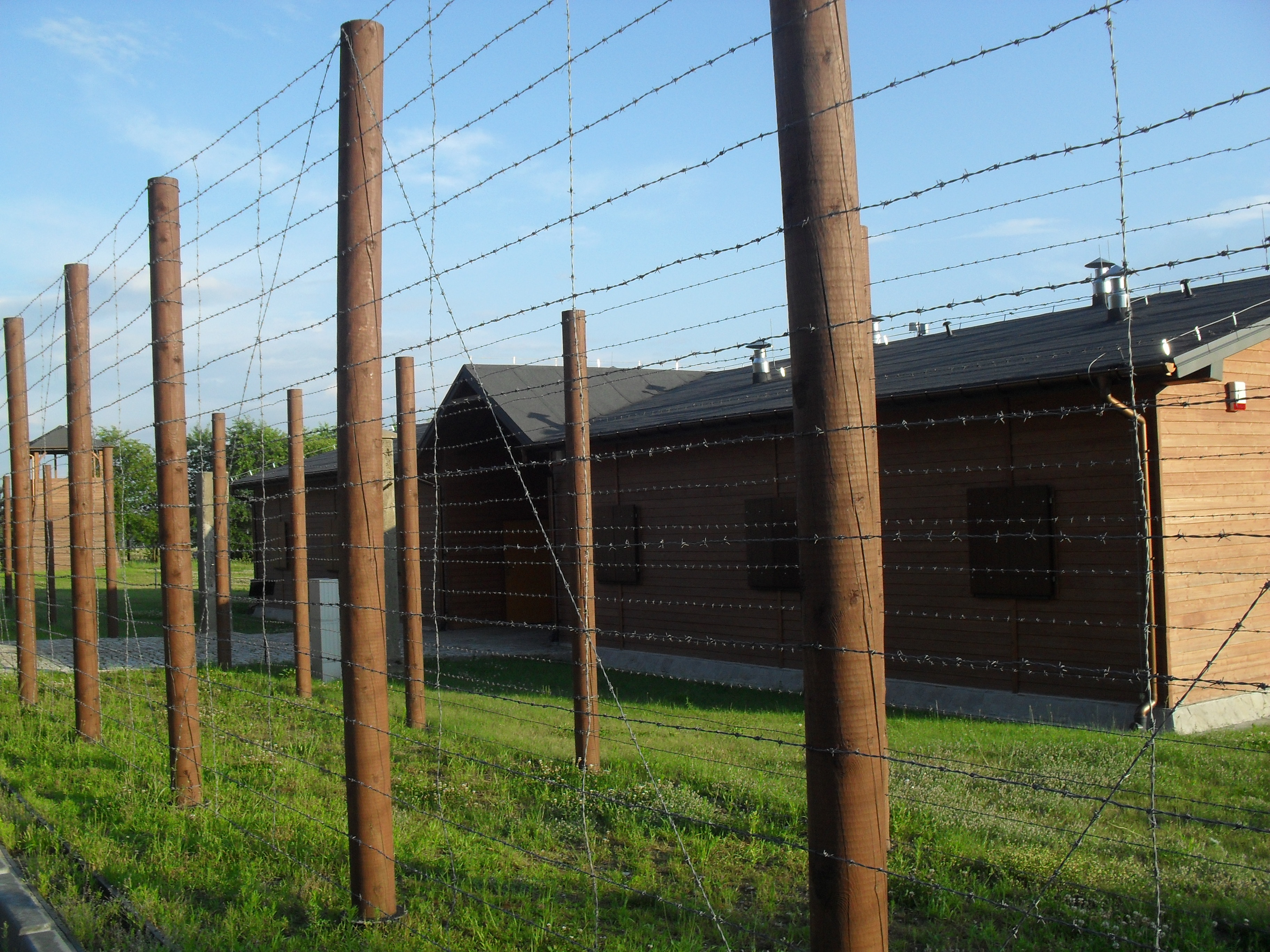
Reconstitution des huttes
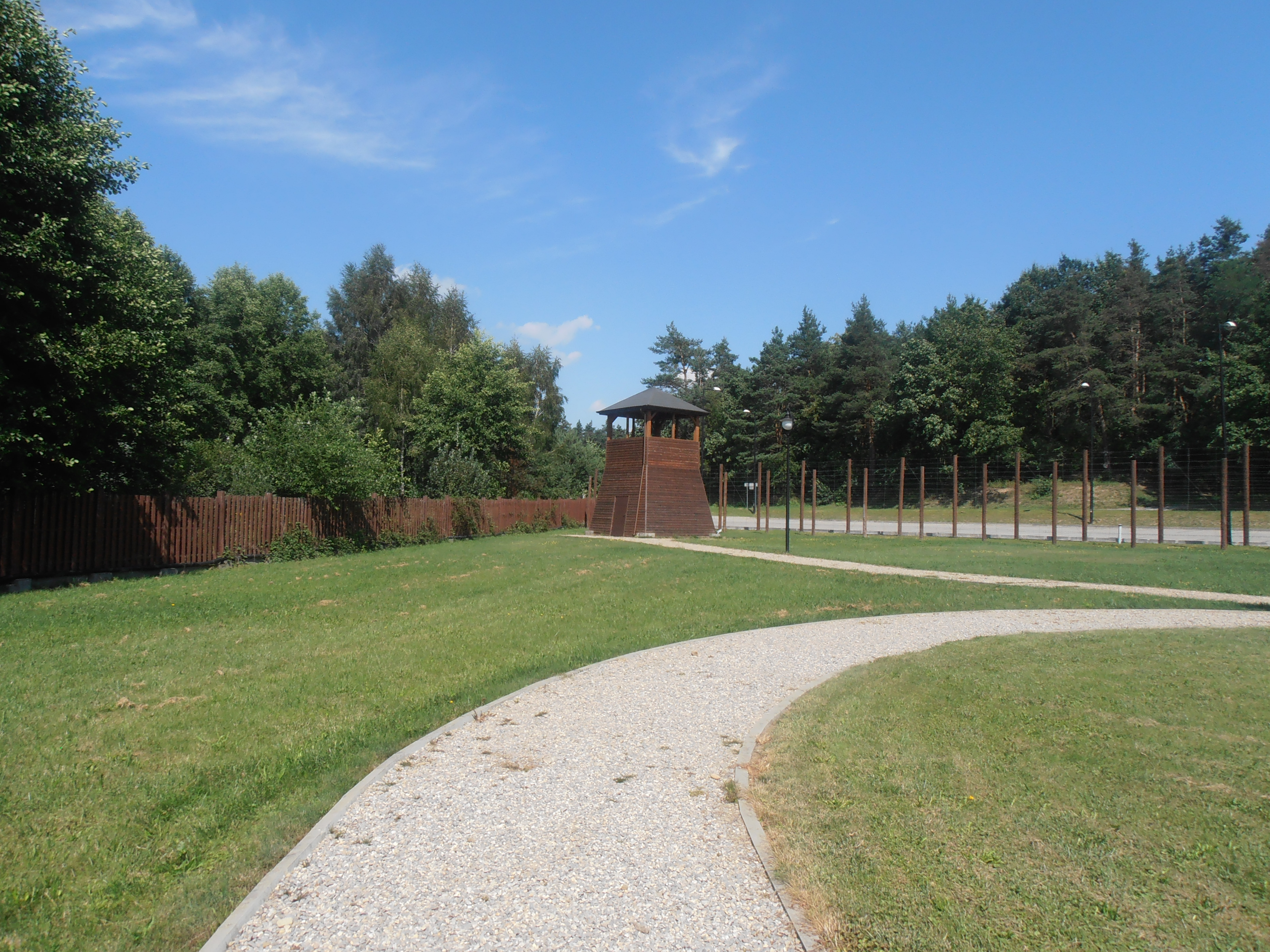
Site du camp
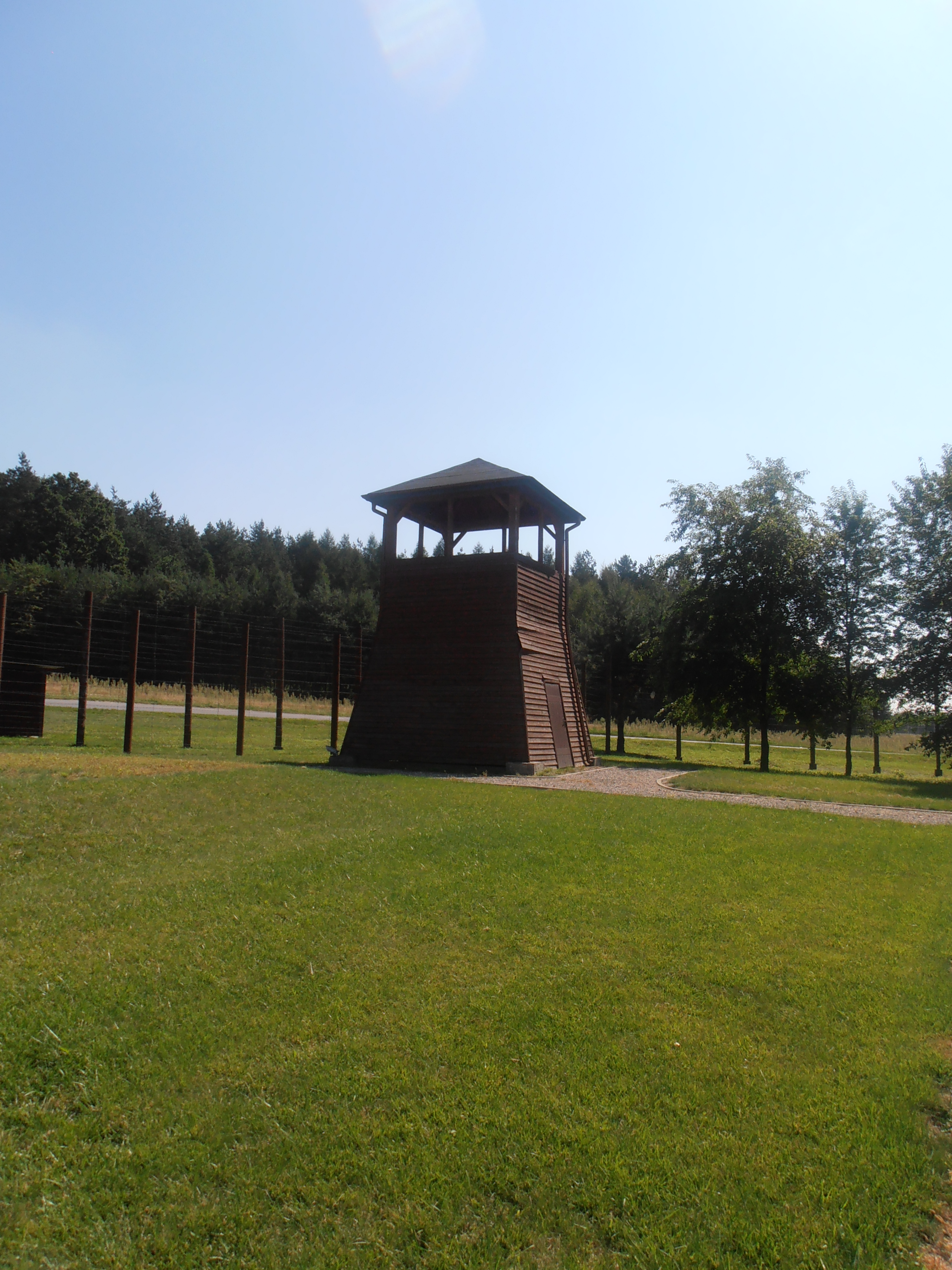
Tour de guet du camp
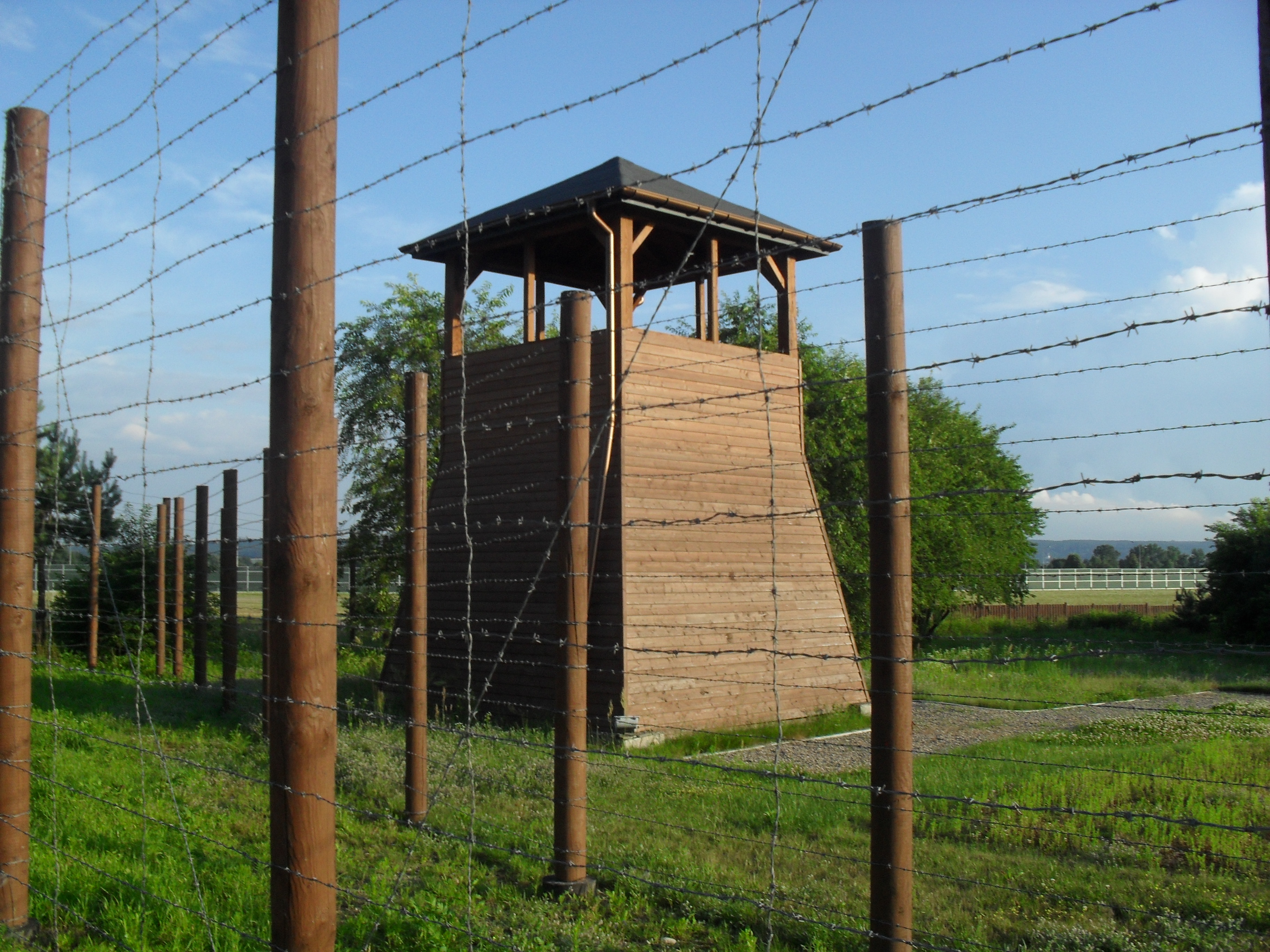
Tour de guet du camp
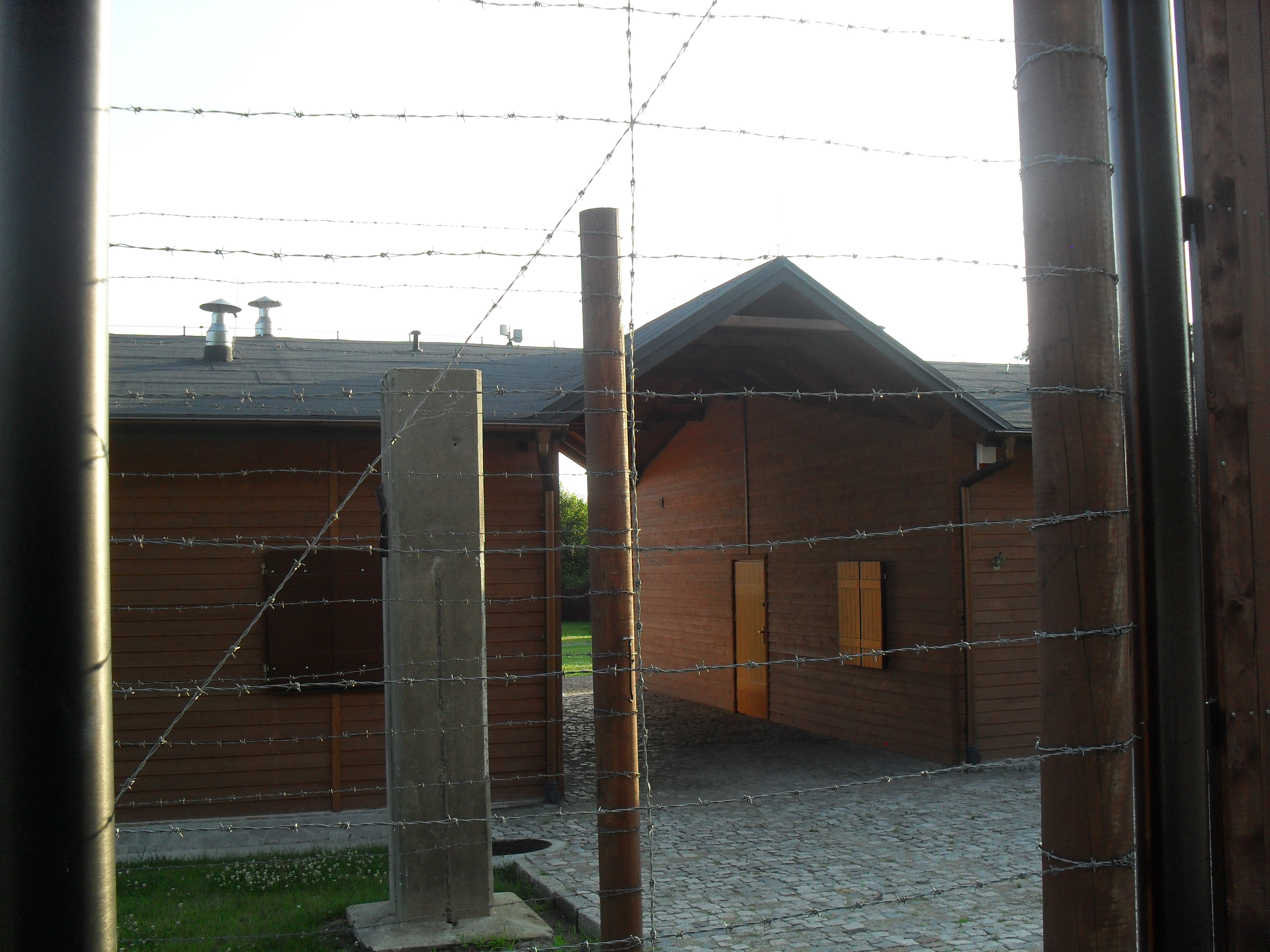
Huttes
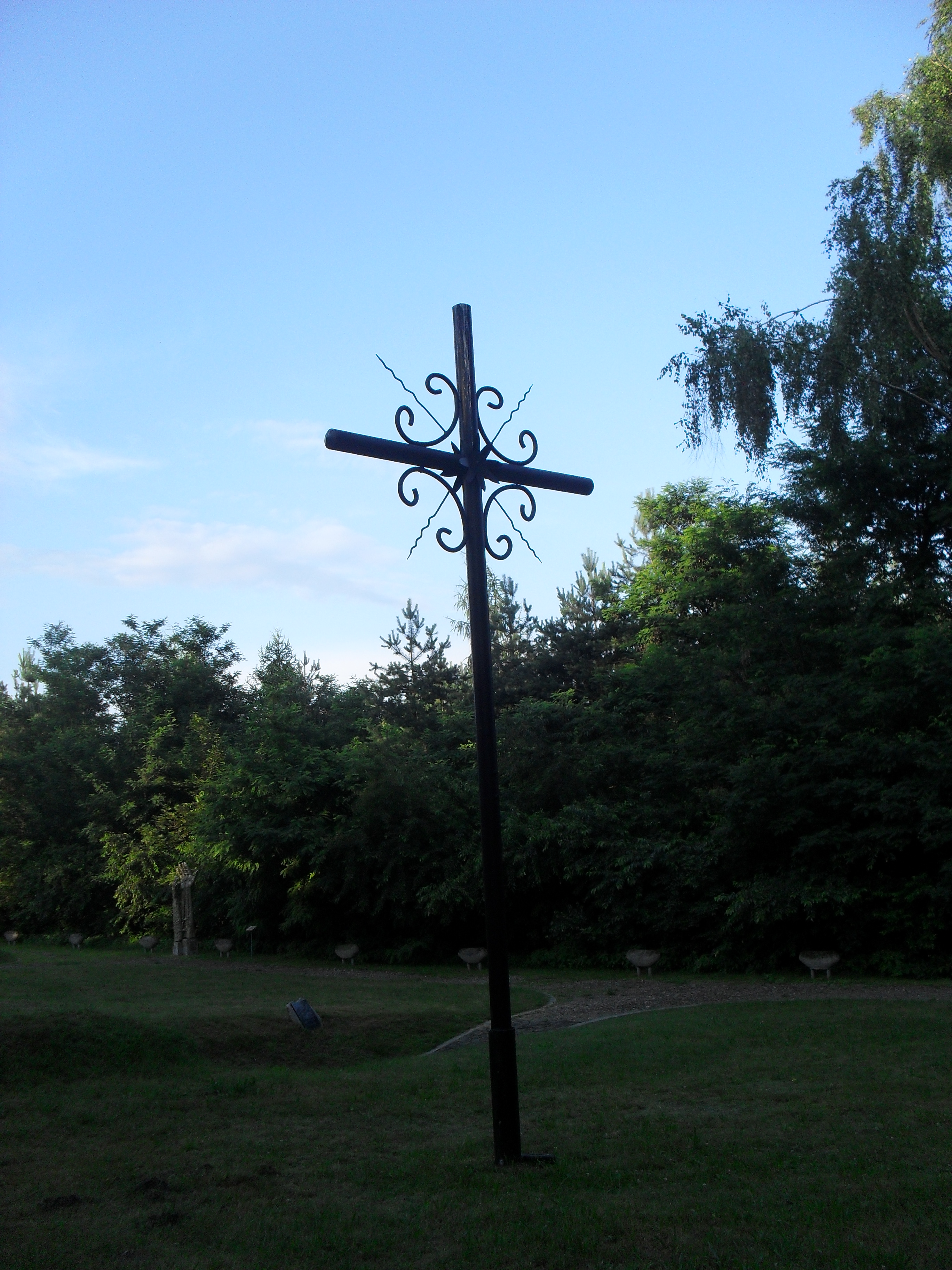
Croix à Góra Śmierci
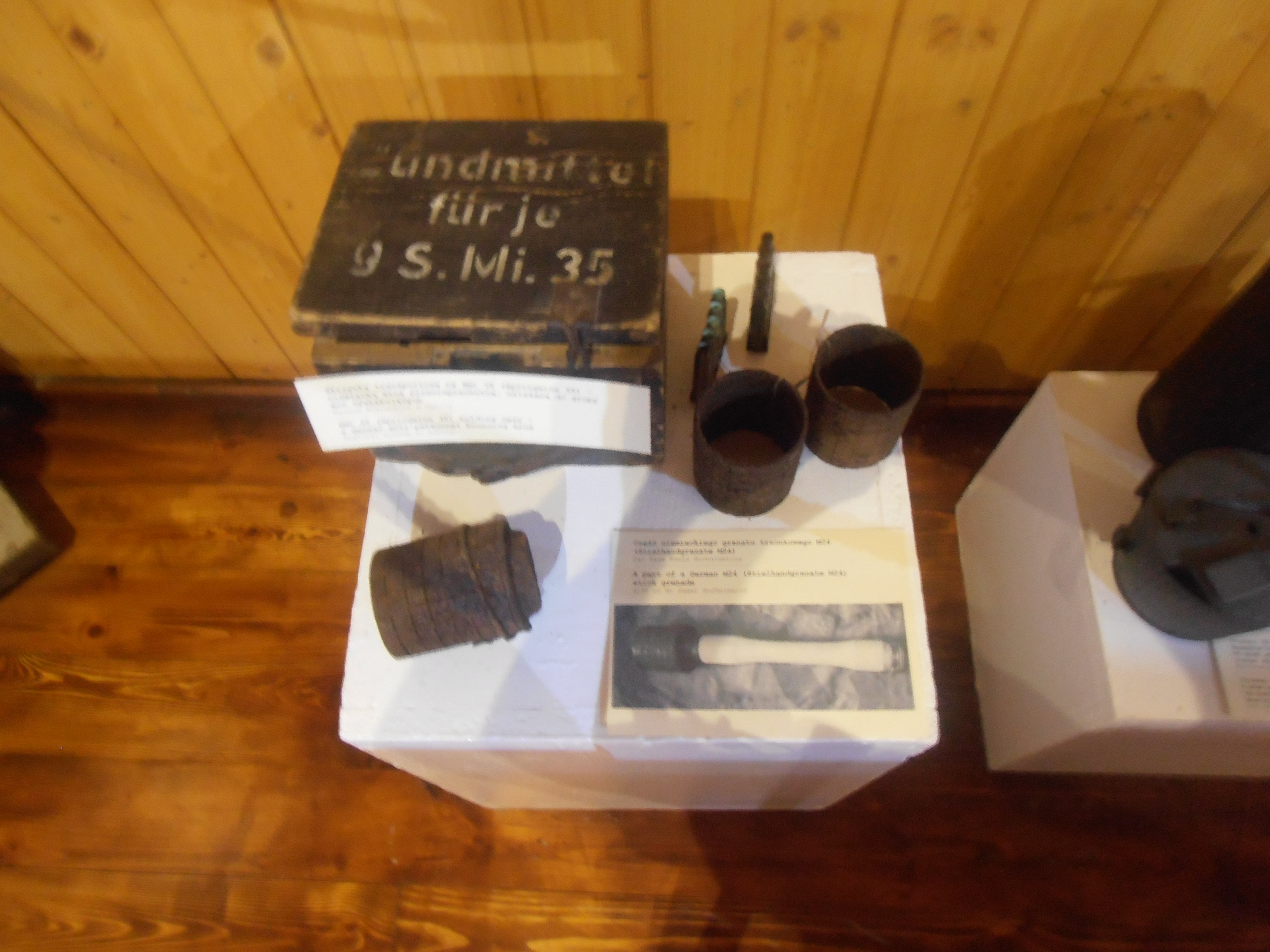
Expositions au musée SS-Truppenübungsplatz Heidelager
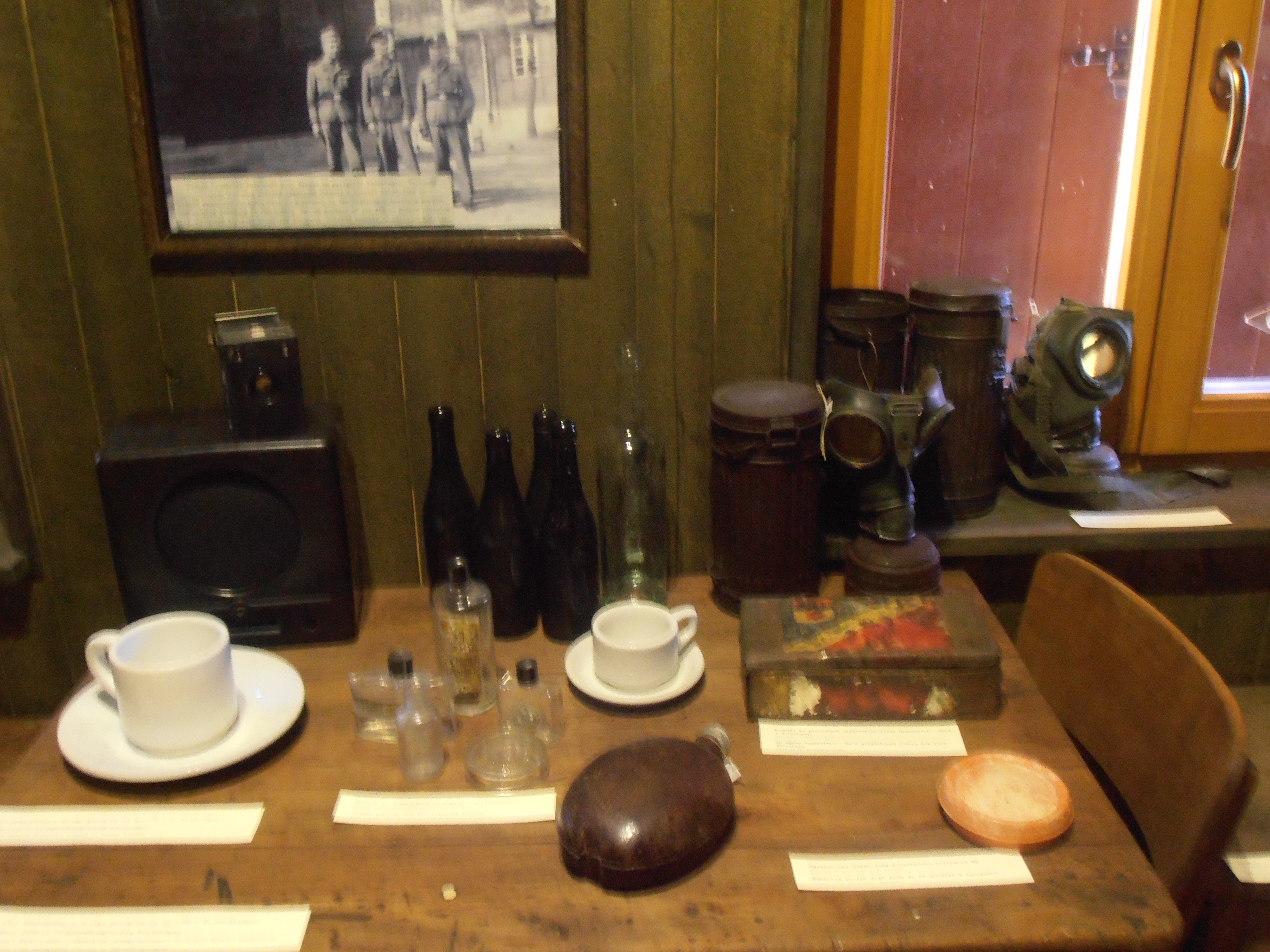
Reconstitution du bureau privé du commandant du camp Bernhardt Voss
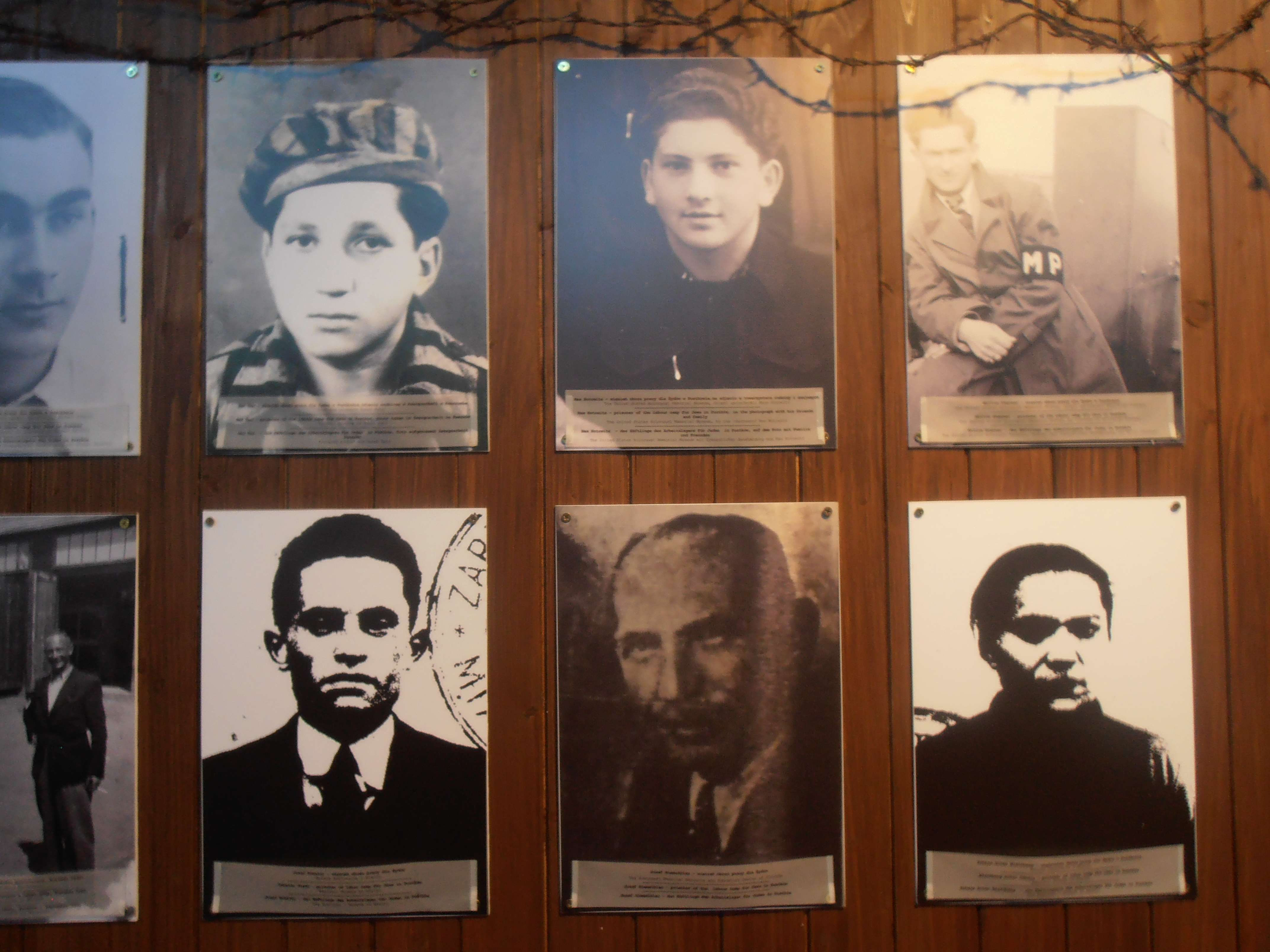
Photos de prisonniers du SS-Truppenübungsplatz Heidelager
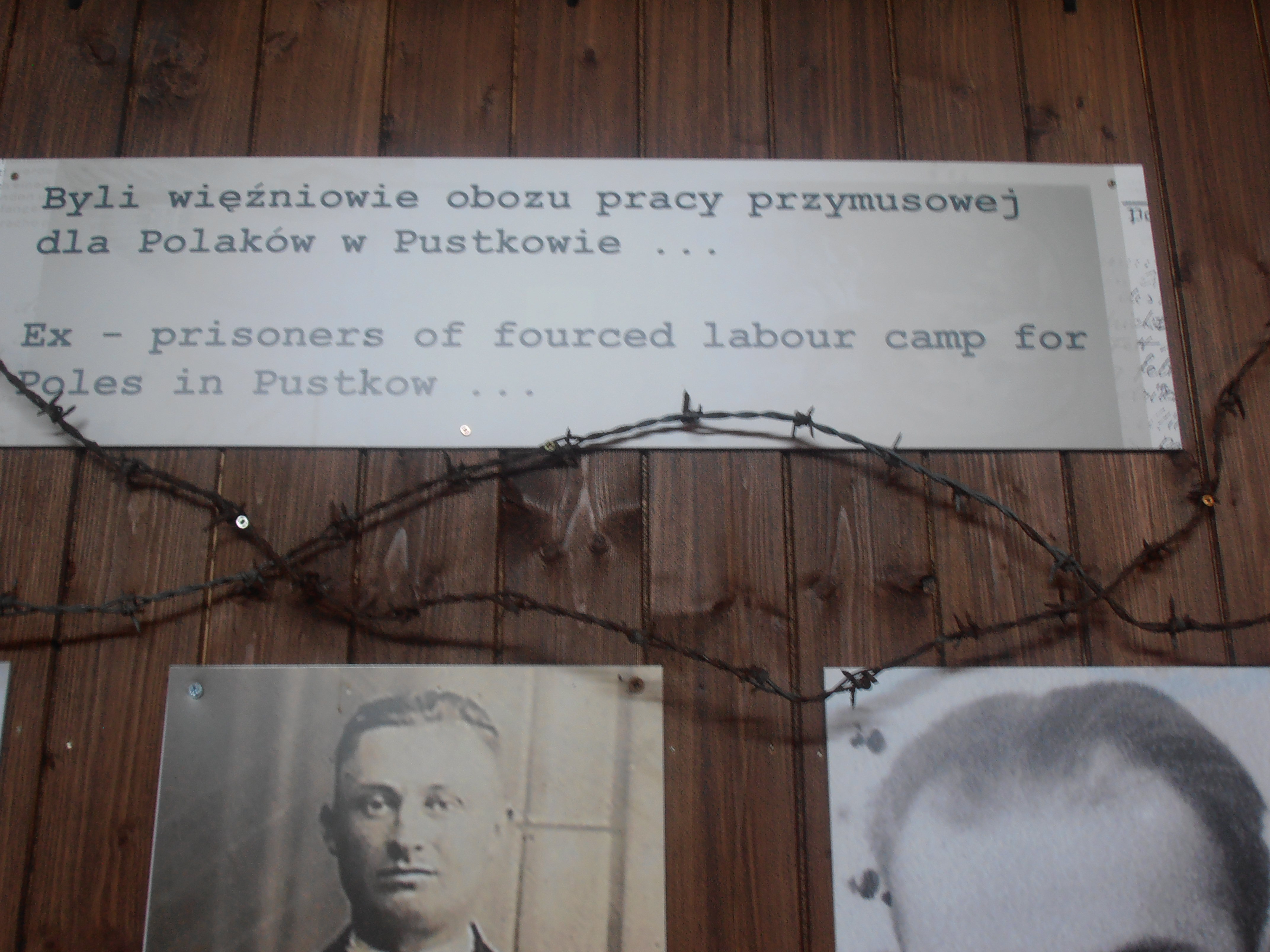
Photos de prisonniers du SS-Truppenübungsplatz Heidelager
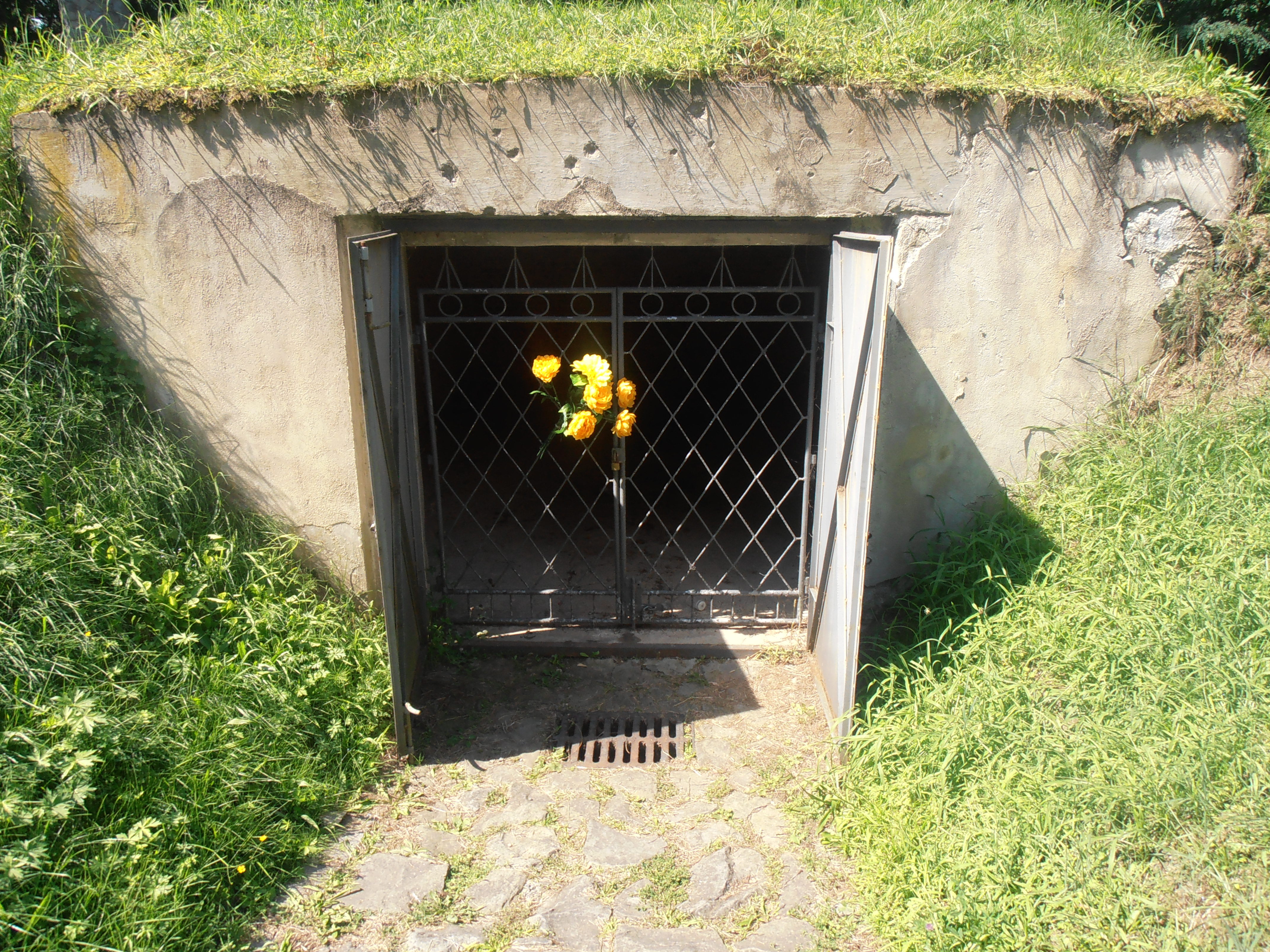
Crématorium de Góra Śmierci, Pustków
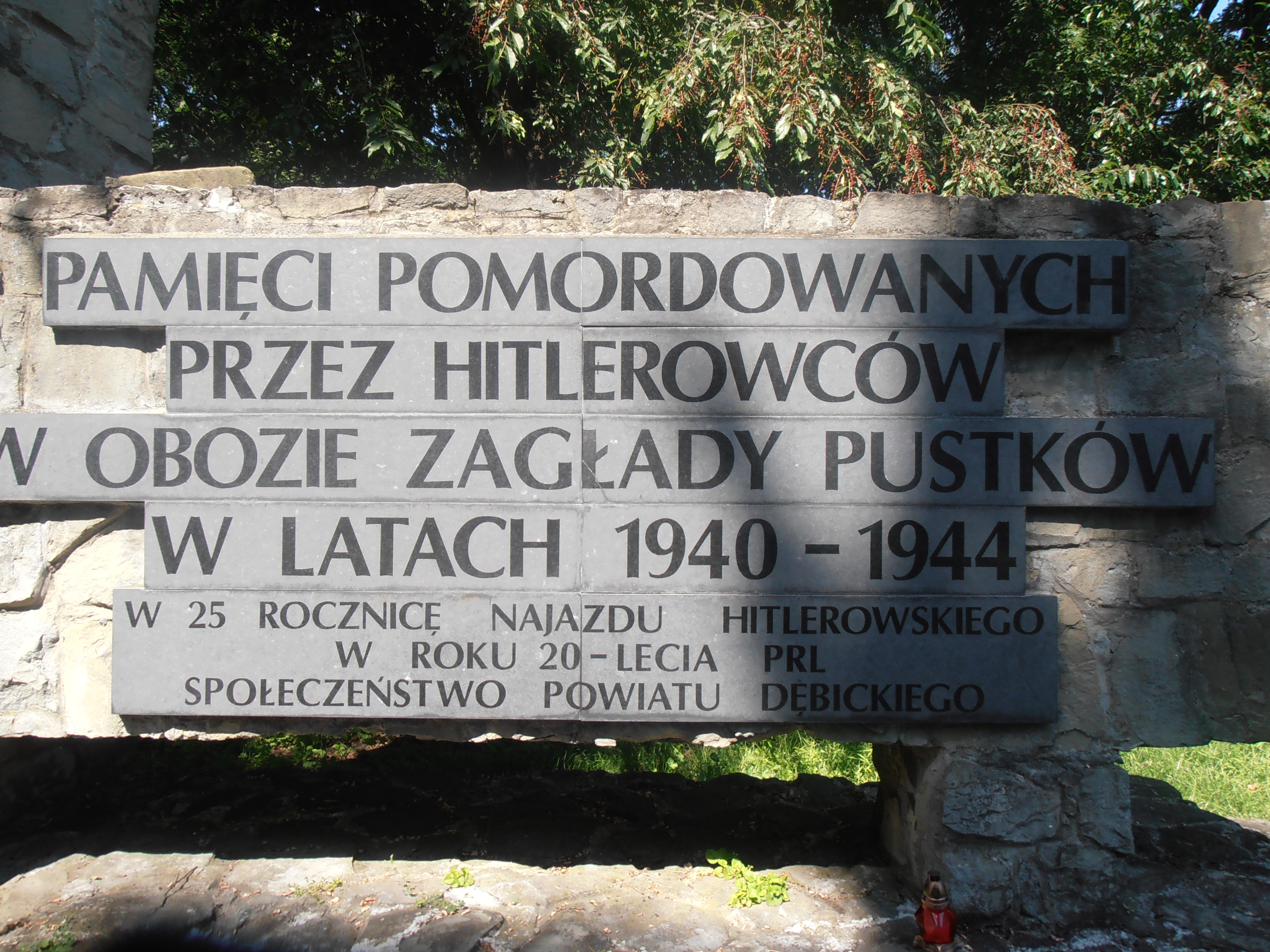
Mémorial à Góra Śmierci en l'honneur de ceux morts au camp de concentration
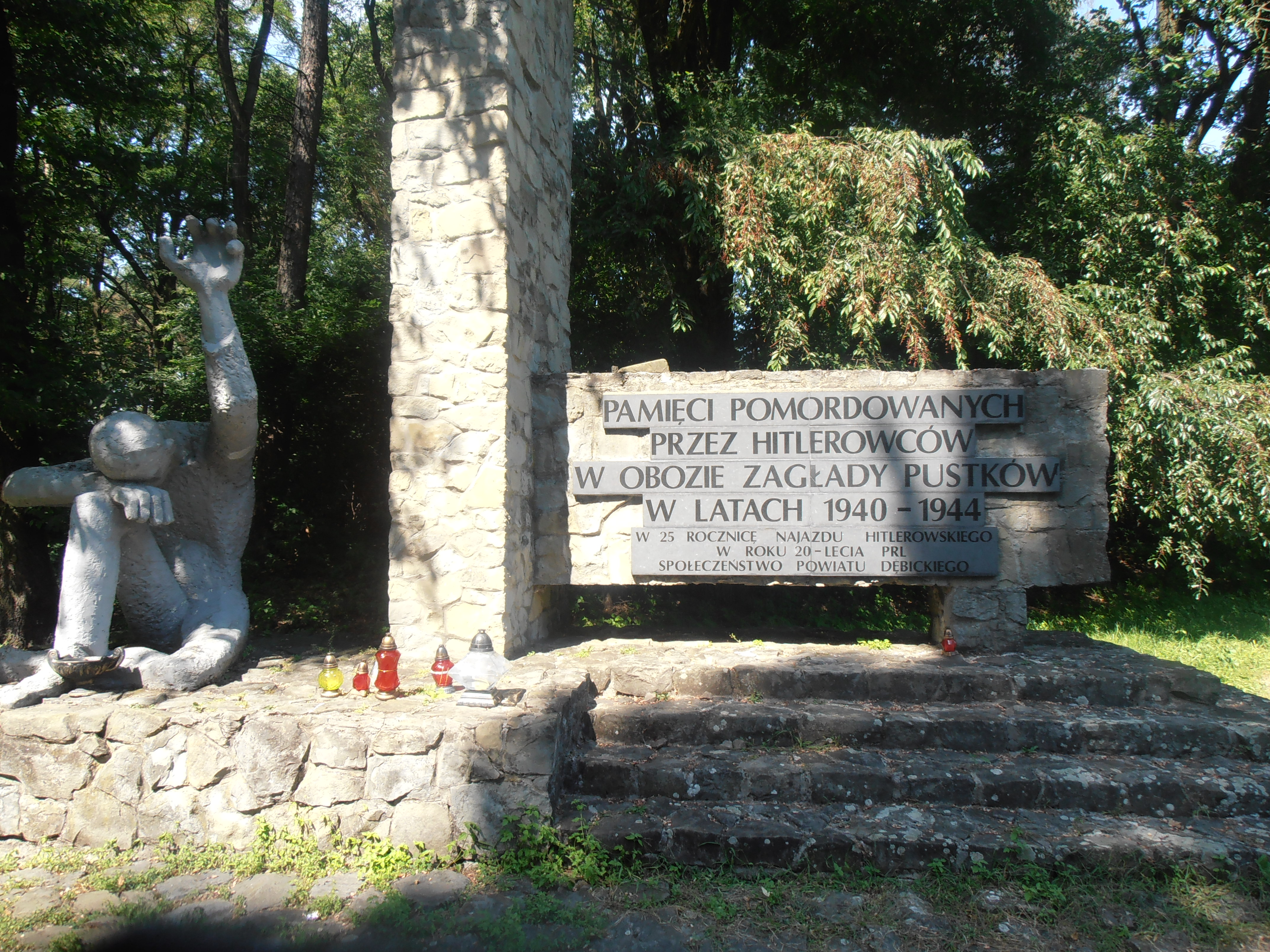
Mémorial à Góra Śmierci
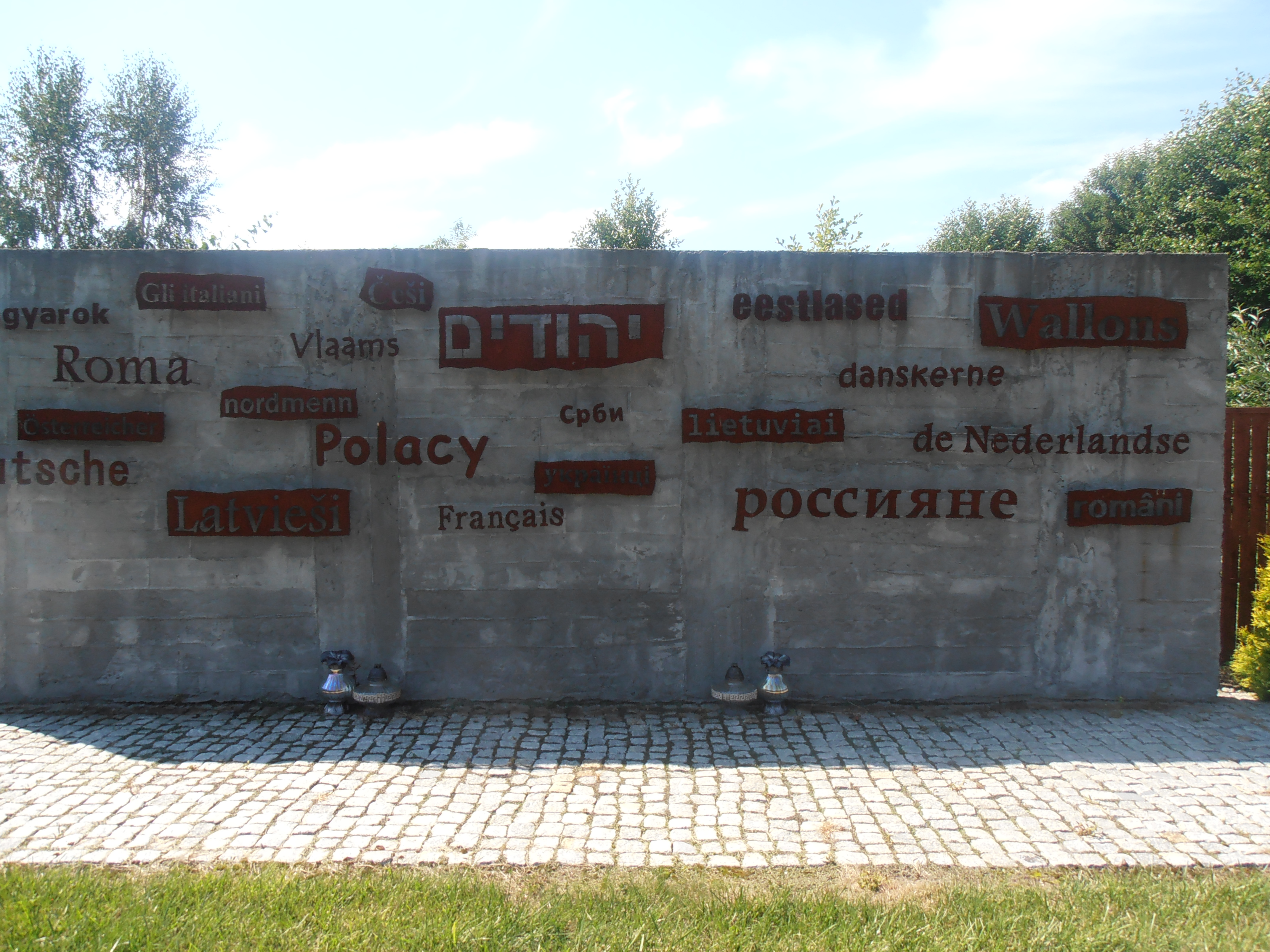
Place du mémorial du SS-Truppenübungsplatz Heidelager